# 居室 (官職)
居室，中国古代官职，西汉汉武帝太初元年（公元前104年）更名为保宫。在汉朝，居室为少府下属官职，为皇帝服务，有令和丞。最初为管理宫内房屋的机构，后又执掌诏狱，役使囚徒劳作，到了保宫时还有拘押人质的功能。